# Nouveau moyen de payer de vieilles dettes
Nouveau moyen de payer de vieilles dettes (ca 1625, imprimé en 1633) est une pièce de Philip Massinger, sans doute la plus connue de son auteur. 
Son personnage principal, Sir Giles Over-Reach, est devenu l'un des méchants les plus archétypaux du répertoire anglo-saxon, notamment au XIXe siècle.

## Genre
Nouvelle Façon de Payer les Anciennes Dettes contient des éléments de mélodrame, de comédie de mœurs, de réalisme, et de satire sociale, dans une combinaison particulière. La pièce est cependant considérée appartenir au genre de la comédie.